# Eduard Farelo
Eduard Farelo Nin (Barcelona, 20 de noviembre de 1970) es un actor español de televisión, cine, teatro y doblaje.

## Trayectoria artística
Eduard Farelo Nin 
comenzó su carrera en un grupo de teatro aficionado. Más tarde ingresó en el grupo de teatro de la universidad y gracias a esto se le ofreció la oportunidad de trabajar en una serie de TV3. Más tarde se convirtió también en actor de doblaje para el cine y en espacios publicitarios.
Entre 1993 y 1994 trabajó como azafato (Botones) en el programa Luna de miel, concurso dirigido por La Trinca para la productora Gestmusic y que se emitió por las autonómicas, tanto en la versión en castellano que presentó Mayra Gómez Kemp como en la versión en catalán que presentó Montse Guallar.
Ha participado de manera destacada en series como Hay alguien ahí (Cuatro) y Toledo, cruce de destinos (Antena 3), así como en las series de TV3 Nissaga de poder (en el personaje de Eduard Estivill) o Ventdelplà.
En el terreno del doblaje, habitualmente pone voz a Vincent Cassel, Edward Burns, Josh Lucas, Michael Sheen, Jack Davenport, Gary Dourdan y Eric Bana, entre otros. También ha puesto voz a Andy Serkis como Gollum en la versión española para la trilogía El Señor de los Anillos, a Colin Firth, a Michael Sheen en "Underworld", al Senador Bail Organa en "Star Wars" episodios II y III, a Taye Diggs, a Vincent Cassel en Un método peligroso, entre otros papeles.
Como presentador de televisión, trabajó en el concurso musical de corales Oh happy day, versión catalana del programa La batalla de los coros que se hizo para TV3 con la colaboración de Veranda TV, el cual presentó las tres primeras temporadas, desde 2013 hasta 2015.
También, aunque menos conocido, es el actor que da vida al audio libro Harry Potter y la Piedra Filosofal en su versión española editada por Salamandra

## Vida personal
Es padre de las cantantes de  música urbana Alba Farelo, conocida como Bad Gyal e Irma Farelo, conocida como Mushkaa, y Paula, Greta y Bruno.

## Filmografía

### Cine
- Que t'hi jugues Mari Pili. Dir.: Ventura Pons (1989).
- Síes y noes. Dir.: Enric Folch (1994). Cortometraje.
- Parella de tres. Dir.: Antoni Verdaguer (1995).
- Coses que passen. Dir.: Enric Folch (1997). Cortometraje.
- Sevigné. Dir.: Marta Balletbò-Coll (2004).
- Eloise. Dir.: Jesús Garay (2008).
- Ingrid/myspace. Dir.: Eduard Cortés (2008).
- Cruzando el límite. Dir.: Xavi Giménez (2010).
- No habrá paz para los malvados. Dir: Enrique Urbizu (2011).
- XP3D. Dir.: Sergi Vizcaíno (2011).

### Televisión
- Quico, el progre. TV3 (1989).
- Luna de miel / Lluna de mel. Autonómicas (1993-1994).
- Secrets de família. TV3 (1995).
- Nissaga de poder. TV3 (1996-1999).
- Nissaga l' Herència TV3 (1999)
- El comisario. Telecinco (2001).
- Psico express. TV3 (2002).
- Majoria absoluta. TV3 (2004).
- Jet Lag. TV3 (2004).
- Lo Cartanyà. TV3 (2006).
- Ventdelplà. TV3
- Hay alguien ahí. Cuatro (2009-2010).
- La sagrada família. TV3 (2011).
- Ángel o demonio. Telecinco (2011).
- Toledo, cruce de destinos. Antena 3 (2012).
- Niños robados. Telecinco (2013)
- Com si fos ahir. TV3 (2018-).
- Gigantes. Movistar+ (2018)
- Los pacientes del doctor García (serie de televisión). TVE (2023)

### Teatro
- Les dones de Traquis. Dir.: Pere Alberó (1992).
- Pel davant i pel darrera. Dir.: Alexander Herold (1996).
- De què parlavem. Dir.: Tamzin Townsend (1997).
- Pigmalió. Dir.: Joan Lluís Bozzo (1997).
- Olga sola. Dir.: Rosa Novell (1999).
- T'estimo ets perfecte ja et canviaré. Dir.: Esteve Ferrer (1999).
- L'increíble inspector Hound. Dir.: Tamzin Townsend (1999).
- Comèdia negra. Dir.: Tamzin Townsend (1999).
- A la cuina amb l'Elvis. Dir.: Roger Peña (2001).
- Fedra. Dir.: Joan Ollé (2002).
- Ronda de mort a Sinera. Dir.: Ricard Salvat (2002).
- Glengarry Glen Ross. Dir.: Àlex Rigola (2003).
- Les falses confidències. Dir.: Sergi Belbel (2005).
- Marie i Bruce. Dir.: Carlota Subirós (2005).
- Pels pèls. (2006).
- Coral romput. Dir.: Joan Ollé (2007).
- L'home la bèstia i la virtut. Dir.: Pep Pla (2008).
- La febre. Dir.: Carlota Subirós (2010).
- Marburg. Dir.: Rafael Durán TNC (2010).
- Celebració. Dir: Lluís Pasqual (2011).
- Les tres germanes. Dir.: Carlota Subirós (2011).
- Poder absoluto. Dir.: Roger Peña i Carulla (2012/2013).
- L'onada. Dir.: Marc Montserrat Drukker (2013/2014).
- Cels. Dir.: Oriol Broggi (2014)

### Otros
- Audiolibro Harry Potter y la Piedra Filosofal (2003)
- Planet 51 (2009)
- Laia. Dir.: Jordi Frades (1995);
- Cabell d'àngel. Dir.: Enric Folch (2001);
- El príncep de Viana. Dir.: Sílvia Quer (2001);
- Des del balcó. Dir.: Jesús Garay (2001);
- Mobbing. Dir.: Sonia Sánchez (2006);
- Películas para no dormir: Adivina quién soy. Dir.: Enrique Urbizu (2006);
- Extrems. Dir.: Abel Folch (2008);

### Doblaje
Habituales
- Djimon Hounsou
- Edward Burns
- Eric Bana
- Gary Dourdan
- Jack Davenport
- Josh Lucas
- Mads Mikkelsen
- Michael Sheen

Ocasionales
- Andy Serkis como Gollum en El Señor de los Anillos y El Hobbit
- Colin Firth
- Michael Vartan en Alias
- Jimmy Smits como senador Bail Organa en Star Wars episodios II y III
- Taye Diggs
- Vincent Cassel en Un método peligroso
- Tyrese Gibson
- Fáñez, compañero de El Cid en El Cid: La leyenda